# Milan Bencz
Milan Bencz (ur. 5 września 1987 w Zlatych Moravcach) – słowacki siatkarz, reprezentant kraju, grający na pozycji atakującego.

## Sukcesy klubowe
Mistrzostwa Austrii:
- 2009, 2010

Mistrzostwa Francji:
- 2013

Mistrzostwo Słowacji:
- 2016

## Sukcesy reprezentacyjne
Liga Europejska:
- 2008, 2011